# Johnny Kemp
Pour les articles homonymes, voir Kemp.
Johnny Kemp, de son vrai nom Jonathan Kemp, (2 août 1959 à Nassau, Bahamas – 16 avril 2015) est un chanteur, compositeur et producteur bahaméen.

## Biographie
Il fait ses premiers pas comme chanteur dans les boîtes de nuit de Nassau dès l'âge de 13 ans. 
Arrivé à Harlem en 1979, on le découvre trois ans plus tard crédité dans les chœurs de l'album Sharing Your Love du groupe Change. 
Son premier album solo, éponyme, sort en 1986 et connaît un succès mitigé, seul le single Just Another Lover sort du lot. 
En avril 1988, il sort son second album, Secrets of Flying, contenant le tube Just Got Paid, produit par Teddy Riley, qui se classe numéro 1 au Hot R&B/Hip-Hop Songs et 10e au Billboard Hot 100. Le second hit de l'opus est Birthday Suit qui figure sur la bande originale du film Sing en 1989.
Il est marié et père de deux garçons, Jared et Jason.

## Discographie

### Albums studio
- 1986 : Johnny Kemp (Columbia)
- 1988 : Secrets of Flying (Columbia)